# Jairo Ortiz
Jairo Johan Ortiz Bustamante (Caracas, 2 de septiembre de 1997 - Carrizal, Venezuela, 6 de abril de 2017) fue un estudiante venezolano. Ortiz fue el primer fallecido durante las protestas en Venezuela de 2017.

## Asesinato
Jairo Ortiz era estudiante de Ingeniería de Sistemas en la Universidad Nacional Experimental Politécnica (Unexpo) de Caracas. El 6 de abril de 2017, Recibió un disparo mientras participaba en una manifestación realizada en Carrizal, en el estado Miranda, muriendo a los 19 años. La investigación independiente desarrollada por el Ministerio Público determinó que el autor de los disparos fue un funcionario de la Policía Nacional Bolivariana, Rohenluis Leonel Rojas Mara, quien esgrimió su arma de reglamento y efectuó múltiples disparos en contra de un grupo de 81 jóvenes a pesar de la norma constitucional que prohíbe el uso de armas de fuego para el control de manifestaciones.
El asesinato de Jairo Ortiz fue documentado en un reporte de un panel de expertos independientes de la Organización de Estados Americanos, considerando que podía constituir un crimen de lesa humanidad cometidos en Venezuela junto con otros asesinatos durante las protestas.